# La Rochegiron
La Rochegiron är en kommun i departementet Alpes-de-Haute-Provence i regionen Provence-Alpes-Côte d'Azur i sydöstra Frankrike. Kommunen ligger  i kantonen Banon som ligger i arrondissementet Forcalquier. År 2022 hade La Rochegiron 108 invånare.

## Befolkningsutveckling
Antalet invånare i kommunen La Rochegiron
Referens: INSEE